# Biotechnia Ellinikon Trikyklon (automóvil)
Biotechnia Ellinikon Trikyklon (o por sus Siglas: BET) fue una empresa automovilística griega fundada en Atenas por Petros Konstantinou.

## Historia

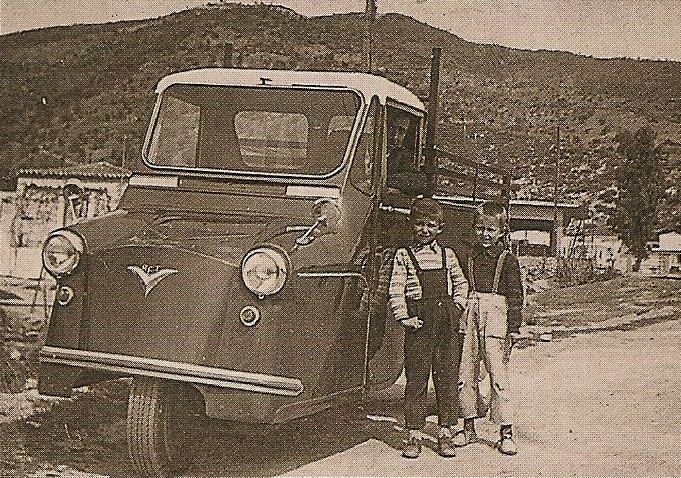
Pequeño camión BET 3-wheeler Truck de 1967

Fue uno de los fabricantes que durante la posguerra transformaron motocicletas BMW o de otras marcas en vehículos utilitarios livianos de tres ruedas. 

Los vehículos producidos por BET evolucionaron gradualmente en diseño y se produjeron en pequeñas cantidades. En 1965 la empresa produjo un pequeño automóvil de pasajeros con el motor de motocicleta BMW de 125cc. Un segundo tipo de automóvil de pasajeros fue diseñado y construido en 1973, con motor Fiat de 500cc, y capacidad para 5 pasajeros. Se construyeron 15 vehículos a partir de este modelo, uno de los cuales todavía se conserva en buenas condiciones.

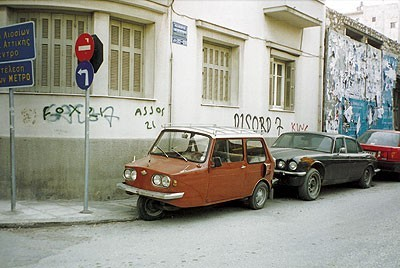
BET 500 de 1973 estacionado en las calles atenienses

BET finalizó su producción en 1975.